# Гао Ши
Гао Ши (кин: 高適; 704—765) био је песник династије Танг, од којих су две песме сакупљене у популарној антологији Three Hundred Tang Poems.

## Биографија
Рођен у сиромашној породици 704. године. Постао је војни секретар, са успешном каријером. Његов родни град био је или у модерној провинцији Хунан или провинцији Шандунг.
Гао Ши био је један од конкурената Ванга Чанлинга.

## Песме
Једна од песама Гао Шиа (у преводу Витера Бинера), која се појавила у Tang 300, била је A Song of the Yan Country, која се односила на побуну Ана Лушана, друга је била To Vice-prefects Li and Wang degraded and transferred to Xiazhong and Changsha.